# Sződliget, Pesta
Sződliget  este un sat în districtul Vác, județul Pesta, Ungaria, având o populație de 4.296 de locuitori (2011). 

## Demografie
Componența etnică a satului Sződliget
     Maghiari (96,74%)
     Germani (1,12%)
     Necunoscut (1,17%)
     Alții (0,97%)
Componența confesională a satului Sződliget
     Romano-catolici (39,66%)
     Fără religie (16,64%)
     Reformați (7,36%)
     Luterani (1,86%)
     Atei (1,84%)
     Necunoscută (32,15%)
     Greco-catolici (0,49%)
     Alte religii (1,75%)
Conform recensământului din 2011, satul Sződliget avea 4.296 de locuitori. Din punct de vedere etnic, majoritatea locuitorilor (96,74%) erau maghiari, cu o minoritate de germani (1,12%). Apartenența etnică nu este cunoscută în cazul a 1,17% din locuitori. Nu există o religie majoritară, locuitorii fiind romano-catolici (39,66%), persoane fără religie (16,64%), reformați (7,36%), luterani (1,86%) și atei (1,84%). Pentru 32,15% din locuitori nu este cunoscută apartenența confesională.